# Tmeticus nigerrimus
Tmeticus nigerrimus là một loài nhện trong họ Linyphiidae.
Loài này thuộc chi Tmeticus. Tmeticus nigerrimus được miêu tả năm 2001 bởi Kendo Saito & Ono.